# 米夏爾·杜里什
米夏爾·杜里什（1988年6月1日—）是一位斯洛伐克足球運動員。在場上的位置是邊鋒或前鋒。他現在效力於賽普勒斯足球甲級聯賽球隊奧摩尼亞體育會。他也代表斯洛伐克國家足球隊參賽。